# Плутоний
Плутоний (Pu) е наименованието на химичния елемент с номер 94 в периодичната таблица.
Плутоният е радиоактивен трансуранов елемент с метален характер и принадлежи към групата на актинидите. При стайна температура е сивкав метал с висока плътност и характерен блясък, който бързо губи при контакт с атмосферата поради оксиление. Плътността му е 19,8 g/cm³, има температура на топене от 640 °С и кипи при 3228 °С. В природата се среща в минимални количества като продукт на естествени ядрени реакции, протичащи в урановите руди. Съществуващите естествени количества са от порядъка на няколко атома на няколко тона уранова руда. Почти всички съвременни ядрени оръжия го използват като основен работен материал.
Открит е през 1940 година от американския учен Глен Сиборг чрез облъчване на уран с деутерони. Практически най-значимият му изотоп е Pu-239, с период на полуразпад от 24 360 години. Pu-239 се получава в ядрените реактори от U-238 при захват на неутрон и се разпада чрез излъчване на алфа-частица или чрез спонтанно делене.
Друг изотоп е Pu-244, който има ограничено практическо приложение поради краткия си живот.

## История
През 1934 Енрико Ферми и екип от учени от университета в Рим съобщават, че са открили елемент 94. Ферми нарича този елемент hesperium и го споменава в своята Нобелова лекция през 1938 г. Пробата всъщност представлява смес от барий, криптон и други елементи, но тогава това все още не е било известно. Ядрено делене е открито в Германия през 1939 г. от Фриц Щрасман и Ото Хан. Механизмът на делене тогава теоретично е бил обяснен от Лиза Майтнер и Ото Фриш. 
Плутоний (по-специално, плутоний-238) за пръв път е произведен и изолиран на 14 декември 1940 г., и химически идентифициран на 23 февруари 1941 г. от Глен Сиборг, Едуин Макмилан, Джоузеф Кенеди и Артър Уол в радиационната лаборатория Бъркли в Университета на Калифорния, Бъркли.

## Употреба

### Производство за проекта „Манхатън“
По време на Втората световна война правителството на САЩ създава проекта Манхатън за разработване на атомна бомба. Основните изследователски и производствени обекти на проекта са: съоръжение за производство на плутоний това, което сега е на обекта Ханфорд; съоръжения за обогатяване на уран в Оук Ридж, Тенеси; лаборатория за изследване и производство на оръжия, сега известна като Лосаламоска национална лаборатория.
Първият реактор, произвел плутоний-239, е графитният реактор Х-10, който е пуснат в употреба през 1943 г., а по-късно става Национална лаборатория „Оук Ридж“.

### Атомни бомби „Тринити“ и „Дебелак“
Първият тест на атомна бомба с кодовото име „Тринити“, извършен на 16 юли 1945 г. близо до Аламогордо, Ню Мексико, използва плутоний като ядрен материал. Теглото на атомната бомба е 4 тона, а в ядрото си е имала 6,2 kg плутоний. Около 20% от плутония, използван в оръжието „Тринити“ претърпява разпад, в резултат на което се създава експлозия с енергия еквивалентна на приблизително 20 000 тона ТНТ. Подобна е и атомна бомба „Дебелакът“, пусната над Нагасаки, Япония, на 9 август 1945 г., убивайки 35 000 – 40 000 души (повечето от които са били индустриални работници) и унищожавайки 68 – 80% от военното производство в Нагасаки.

### По време на Студената война
Големи запаси оръжия, използващи плутоний, са произведени по времето на Студената война от СССР и САЩ. В САЩ реакторите Ханфорд и Обект Савана Ривър са произвели 103 тона плутоний, а в СССР произведенят плутоний за военни цели възлиза на 170 тона. В днешни дни се произвеждат годишно по 20 тона плутоний, използващ се от електроцентралите. По предположения, днес запасите от плутоний са около 500 тона разделени между индустриалния и военния комплекс на страните по света.

## Медицински експерименти
По време и след края на Втората световна война, учени, работещи по проекта Манхатън и други ядрени изследователски проекти са провеждали проучвания за ефектите на плутония върху животни и хора. Проучванията при животни са установили, че няколко милиграма плутоний за килограм тъкан е смъртоносна доза. В случая на хора, са инжектиране разтвори, обикновено съдържащи 5 μg плутоний в терминално болни пациенти смятани за неизлечимо болни, пациенти с продължителност на живота по-малко от десет години, възрастни пациенти или пациенти в хронично болестно състояние. Дозата е била намалена до 1 μg през юли 1945, след като проучванията открили, че начина, по който плутония се разпространява в костите е по-опасен от радиацията. Повечето от инжектираните с плутоний пациенти, според Айлийн Уелсом, оцелял след експеримента, казва „бяха бедни, безсилни и болни“. От 1945 до 1947 г., осемнадесет индивида са били инжектирани с плутоний без тяхното съгласие. Тестовете са били използвани за създаване на диагностичен стандарт, за да се определи усвояването на плутония в тялото и да се разработят стандарти за безопасност при работата с плутоний. Експериментът се е провеждал под надзора на Харолд Ходж. Други експерименти под назора на комисията по енергетиката на САЩ са продължили до средата на 1970 г. 